# Haminoeidae
Haminoeidae Pilsbry, 1895 è una famiglia di molluschi gasteropodi dell'ordine Cephalaspidea. È l'unica famiglia della superfamiglia Haminoeoidea.

## Tassonomia
La famiglia comprende i seguenti generi:
- Aliculastrum Pilsbry, 1896
- Atys Montfort, 1810
- Bakawan Oskars & Malaquias, 2019
- Bullacta Bergh, 1901
- Cylichnatys Habe, 1952
- Diniatys Iredale, 1936
- Haloa Pilsbry, 1921
- Haminella Thiele, 1925
- Haminoea Turton & Kingston, 1830
- Lamprohaminoea Habe, 1952
- Liloa Pilsbry, 1921
- Papawera Oskars & Malaquias, 2019
- Phanerophthalmus A. Adams, 1850
- Roxaniella Monterosato, 1884
- Smaragdinella A. Adams, 1848
- Vellicolla Oskars, Too, Rees, P. M. Mikkelsen, Willassen & Malaquias, 2019
- Weinkauffia Weinkauff, 1873